# Selkoupes
Cet article concerne le peuple selkoupe. Pour la langue selkoupe, voir Selkoupe.

Drapeau des Selkoupes.

Les Selkoupes (ru : селькупы, sel'kupy), sont un peuple de Sibérie qui se rattache au groupe des peuples samoyèdes. Les Selkoupes se répartissent entre deux populations séparées, les Selkoupes du sud qui vivent dans l'oblast de Tomsk et les Selkoupes du Nord à cheval entre le kraï de Krasnoïarsk et l'okrug autonome de Iamalo-Nénétsie.
Selon le recensement russe de 2021, il y avait 3458 personnes se déclarant Selkoupe en Russie.

## Ethnonyme
Le terme "selkoupe" a été appliqué à tous les membres de ce peuple, mais originellement il s'agit d'une façon de désigner les caractéristiques de la population septentrionale du bassin du Taz et du Touroukhan. Il a ensuite été utilisé à partir des années 1930 pour désigner tous les Selkoupes. Les populations méridionales installées sur le bassin de l'Ob et du Tym utilisaient le terme "čumyľqup", celles installées sur le bassin du Ket et sur le cours méridional de l'Ob utilisaient "šöšqum".
Le terme "šöľqup" signifie "les hommes du pays" de "šöľ-" la forêt, la taïga, donc le pays où vivent les Selkoupes, et de "qup" l'être humain. Les autres endonymes utilisés,  "čumyľqup" ou "šöšqum", suivaient la même logique.
Les Selkoupes ont été appelés par les Russes « Ostiaks samoyèdes ».

## Galerie de photographies

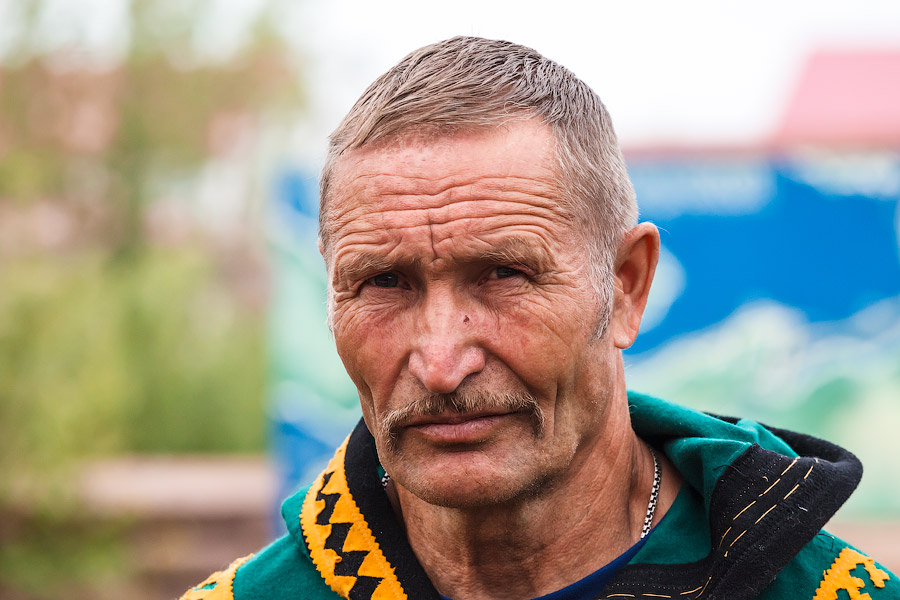
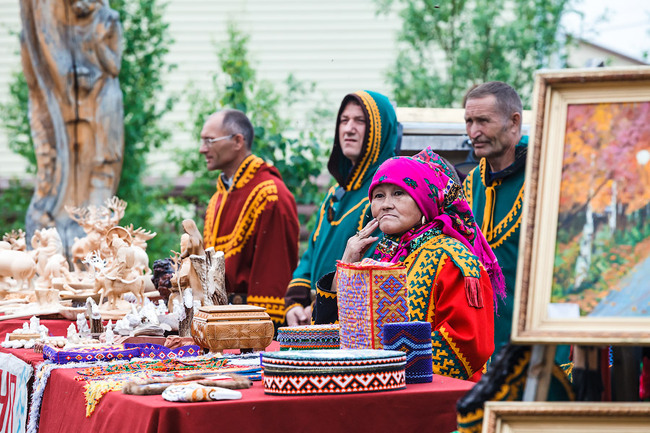
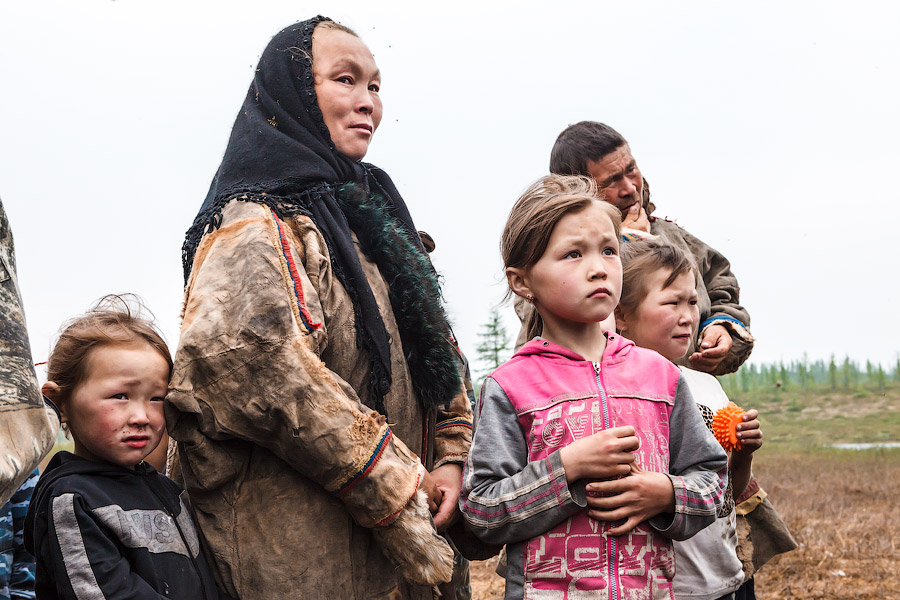

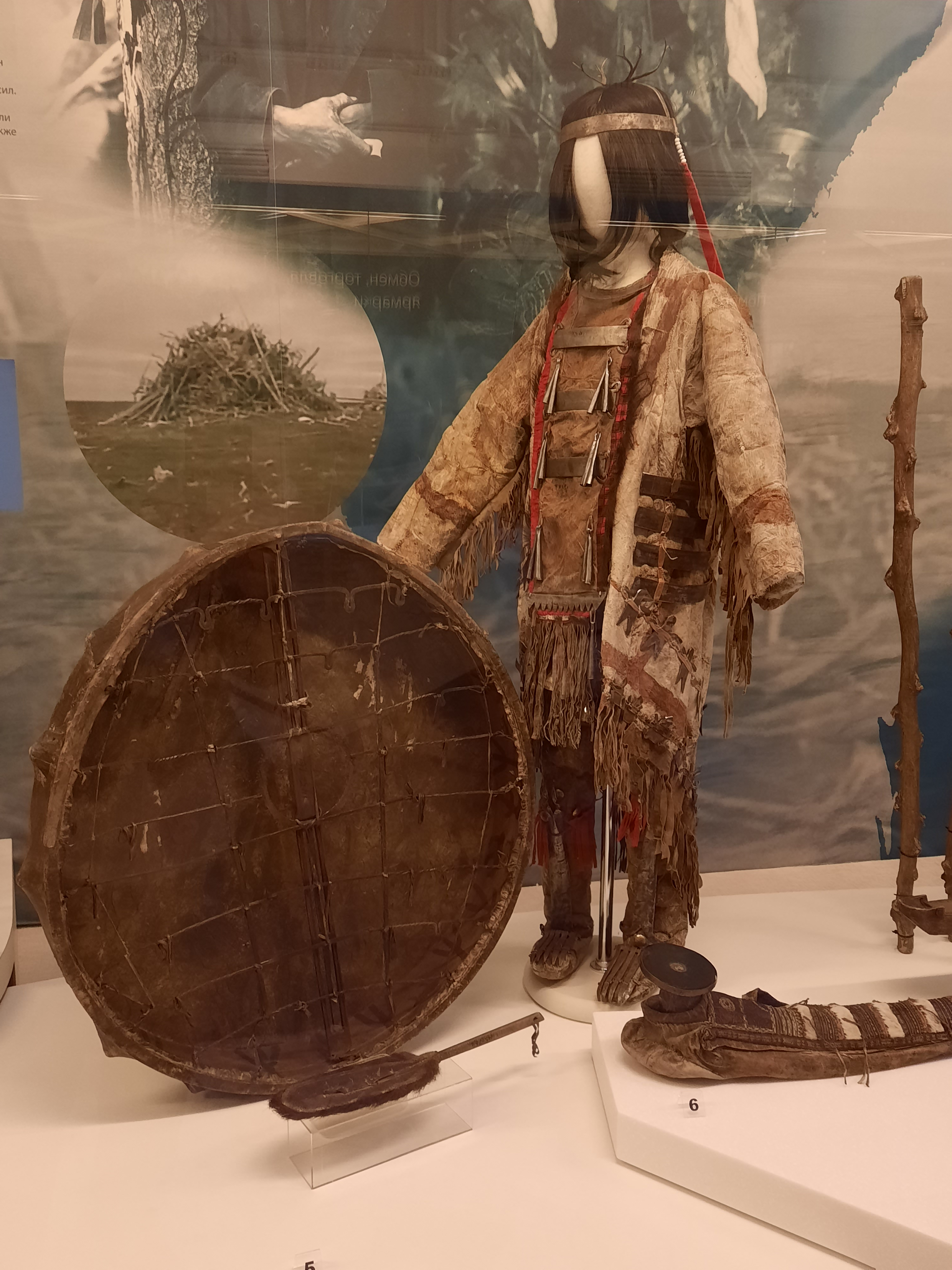
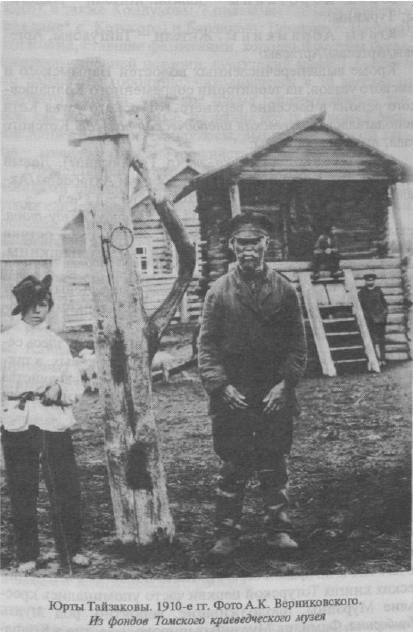
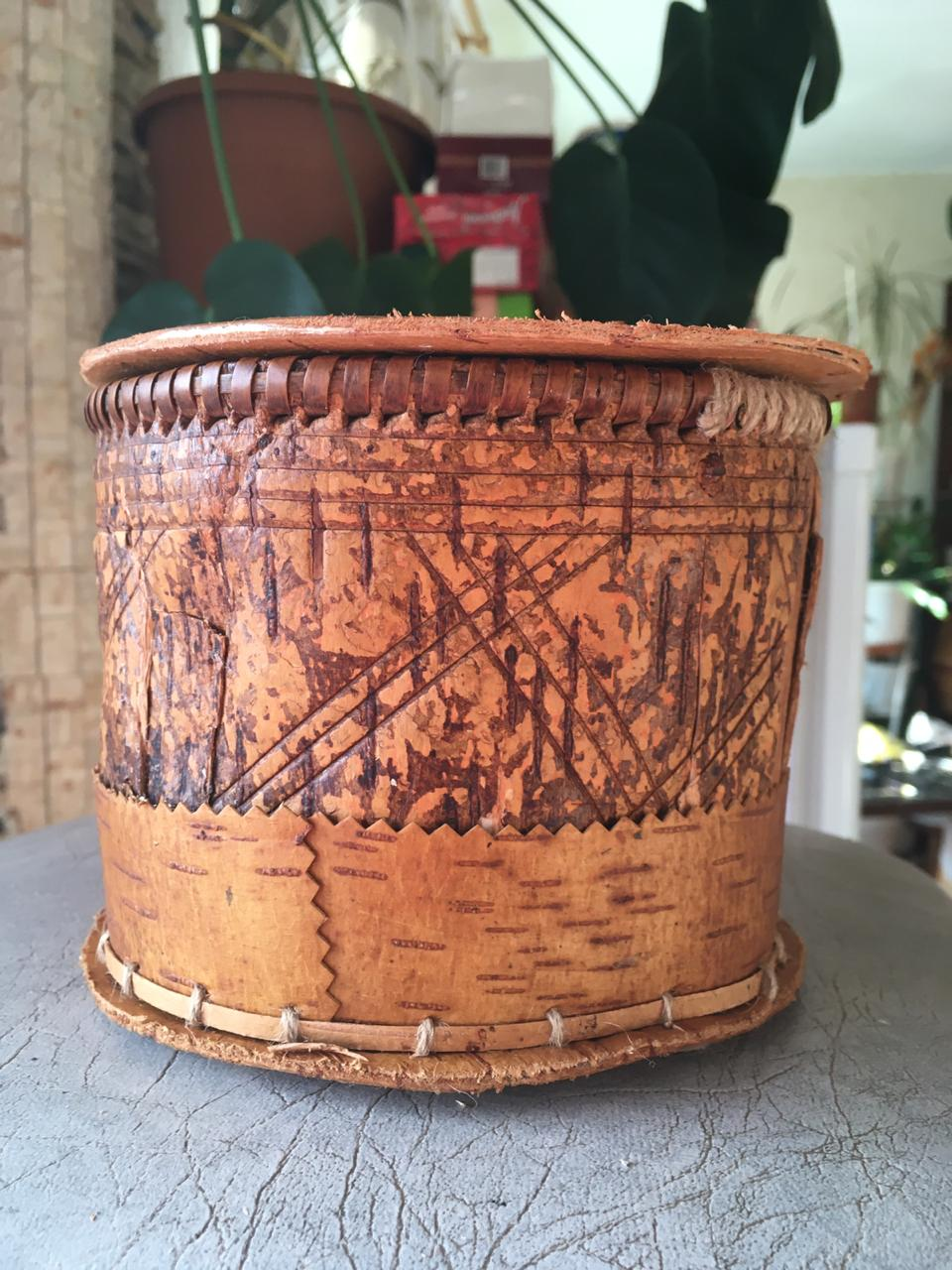